# Olterterp
Olterterp is een dorp in de gemeente Opsterland, in de Nederlandse provincie Friesland en ligt direct ten oosten van Beetsterzwaag. Olterterp is het kleinste dorp van de gemeente en telde in 2023 ongeveer 70 inwoners. De buurtschap Heidehuizen ligt in hetzelfde postcodegebied als Olterterp.

## Etymologie
Olterterp komt in 1315 voor als Utrathorp. Utrathorp vormt samen met het dan Urathorp genoemde Ureterp een namenpaar dat de ligging van de beide dorpen ten opzichte van de rivier de Boorne aangeeft. Het Oudfriese ûtere betekent "buitenste" of "aan de buitenkant gelegen" en ûr "over" of "boven". Olterterp is dus het stroomafwaarts gelegen dorp. Na een periode waarin de vormen Otter- en Olter- naast elkaar hebben bestaan, blijft later alleen de variant Olterterp over.
Van 1884 tot 1947 had Olterterp een halte aan de Tramlijn Heerenveen - Drachten.

## Kerk
De Sint-Hippolytuskerk van Olterterp is een kerk uit 1415 met een toren uit de 18e eeuw. Het kerkgebouw is opgetrokken uit kloostermoppen in gotische stijl. De kerk was gewijd aan Sint Hippolytus. De kerk is in beheer bij de Stichting Alde Fryske Tsjerken. Er worden regelmatig concerten gegeven.

## Grafheuvel Boelens

Het wapen van de familie Boelens

Vlak buiten de kern van Olterterp, richting Selmien, ligt in een kleine bebossing een grafheuvel van de familie Van Boelens, opgeworpen door Ambrosius Ayzo van Boelens (1766-1834). Het verhaal gaat dat Van Boelens liefst zou zijn begraven in een godshuis. Op de grafheuvel liggen 12 stenen van nakomelingen van hem, omringd door een gietijzeren hek. Op het graf van zijn zoon Boelardus Augustinus (1791-1830) staat nog het wapen van de familie Van Boelens weergegeven. Eén steen is voor de dienstmaagd Akke de Boer (1812-1889). De grafheuvel wordt beheerd door de Annette van Boelensstichting, die op haar beurt is ondergebracht bij Stichting Welgelegen.

## Openbaar vervoer
Lijnen van vervoerder Qbuzz:
- Lijn 20: Heerenveen - Gorredijk - Beetsterzwaag - Olterterp - Drachten - Nijega - Garijp - Leeuwarden
- Lijn 27: Heerenveen - Haskerdijken - Akkrum - Oldeboorn - Nij Beets - Beetsterzwaag - Olterterp - Drachten

## Geboren
- Anneke Dijkstra (1997), wielrenster

## Foto's

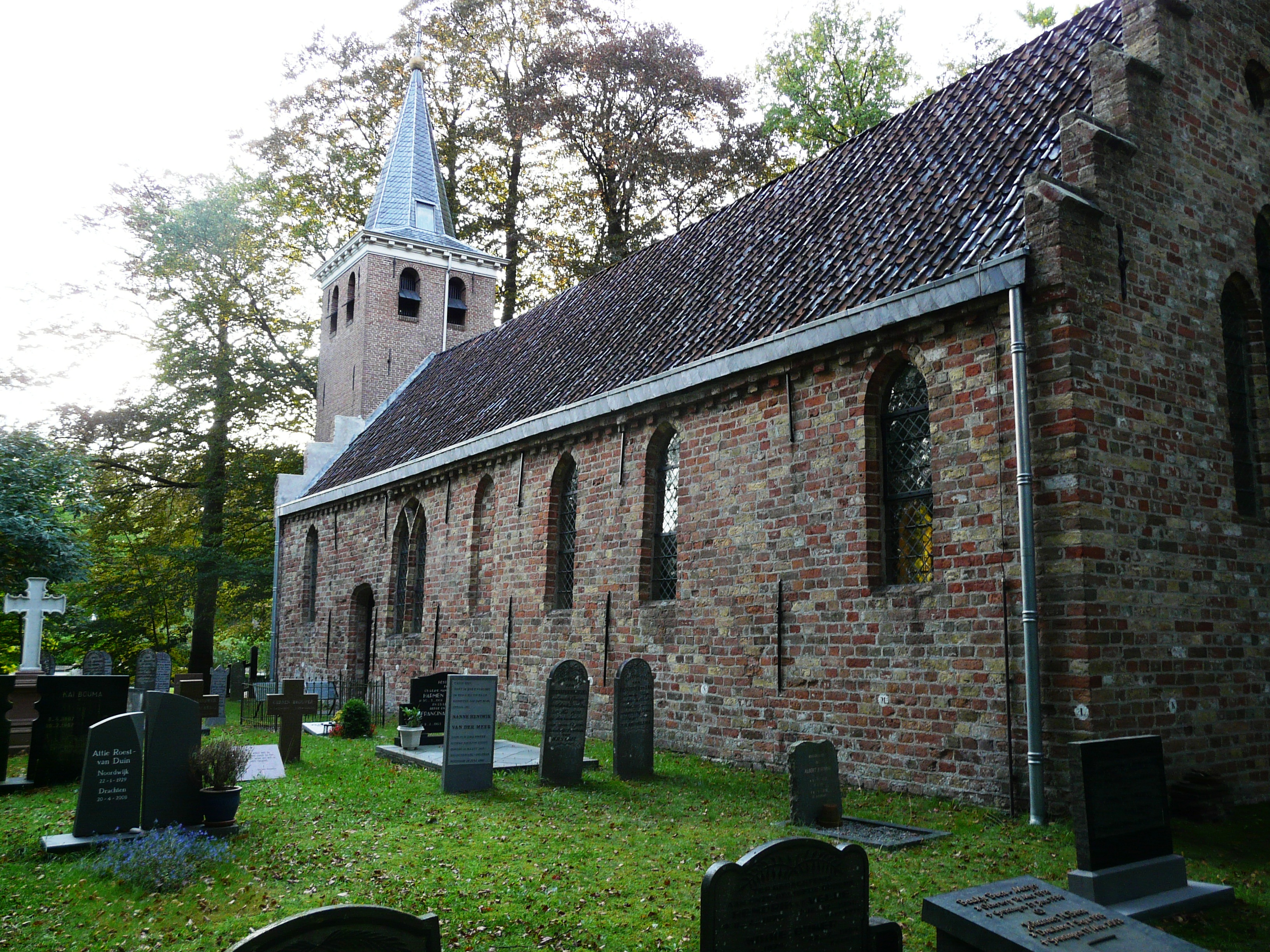
St.Hyppolytuskerk
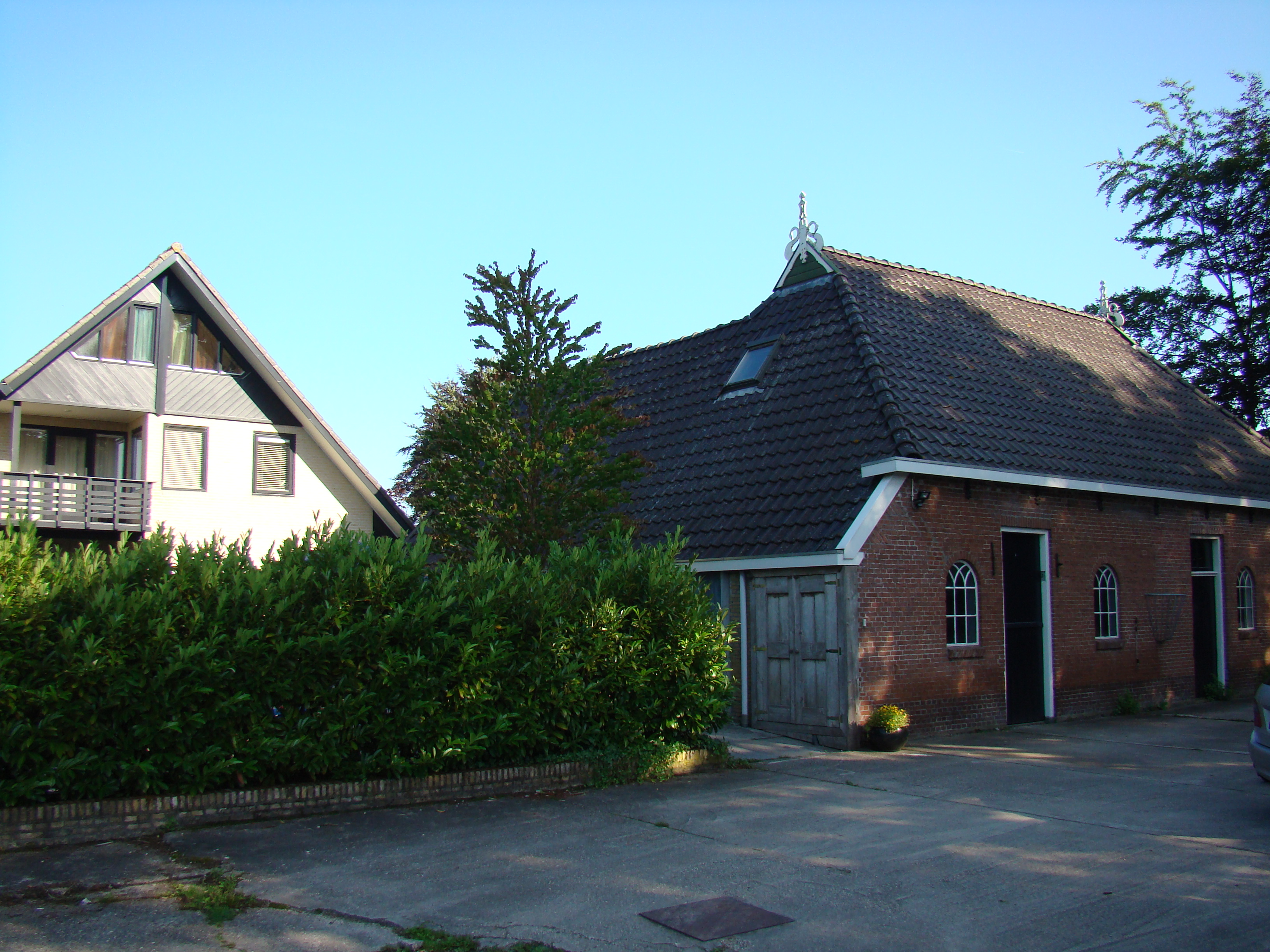
Bebouwing